# NGC 6295
NGC 6295 (również PGC 59510 lub UGC 10682) – galaktyka spiralna (S?), znajdująca się w gwiazdozbiorze Smoka. Odkrył ją Lewis A. Swift 9 czerwca 1886 roku. Jest zaliczana do radiogalaktyk.